# Fredede bygninger i Gladsaxe Kommune
Denne liste over fredede bygninger i Gladsaxe Kommune viser alle fredede bygninger i Gladsaxe Kommune, bortset fra kirker. Listen bygger på data fra Kulturarvsstyrelsen.
| Sagsnavn                         | Komplekstype              | Opførelsesår | Adresse                        | Koordinater                                   | Fredningsår (1. fredning) | ID (Link til Kulturarv.dk) | Billede     |
| -------------------------------- | ------------------------- | ------------ | ------------------------------ | --------------------------------------------- | ------------------------- | -------------------------- | ----------- |
| Højdebeholderanlægget på Tinghøj |                           | 1932         | Vandtårnsvej 60, 2860 Søborg   | 55°44′12″N 12°29′49″Ø / 55.73677°N 12.49701°Ø |                           | 159-46095-1                | Upload foto |
| Højdebeholderanlægget på Tinghøj |                           | 1950         | Vandtårnsvej 60, 2860 Søborg   | 55°44′12″N 12°29′49″Ø / 55.73677°N 12.49701°Ø |                           | 159-46095-2                | Upload foto |
| Højdebeholderanlægget på Tinghøj |                           | 1932         | Vandtårnsvej 60, 2860 Søborg   | 55°44′12″N 12°29′49″Ø / 55.73677°N 12.49701°Ø |                           | 159-46095-3                | Upload foto |
| Højdebeholderanlægget på Tinghøj |                           | 1932         | Vandtårnsvej 60, 2860 Søborg   | 55°44′12″N 12°29′49″Ø / 55.73677°N 12.49701°Ø |                           | 159-46095-4                | Upload foto |
| Mørkhøjgård                      | Mørkhøj Gård (Hestestand) | 1836         | Mørkhøj Bygade 19, 2860 Søborg | 55°43′56″N 12°28′43″Ø / 55.73215°N 12.47849°Ø |                           | 159-97641-1                | Upload foto |